# Valoració de la Qualitat d'Imatge
La IQA, en anglès Image Quality Assessment, és el conjunt de sistemes que tenen com a objectiu l'anàlisi de la qualitat de la imatge a partir de prediccions basades en la resposta del Sistema Visual Humà de manera automàtica, és a dir, sense un avaluador humà present. La finalitat de l'IQA és el disseny d'algoritmes que prediguin una qualitat del senyal concordant amb les mesures MOS(Mean Observer Score).

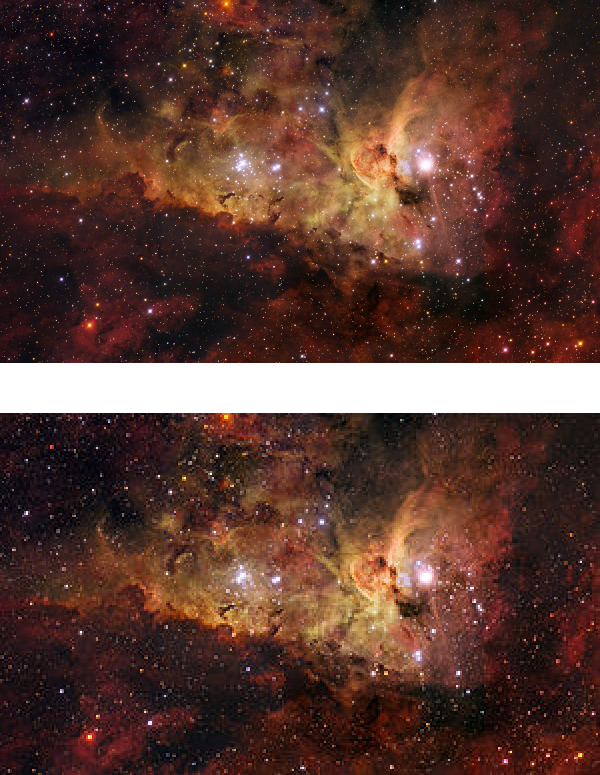
Imatge en diferents resolucions

El motiu d'aquesta anàlisi se situa a l'hora de satisfer tres tipus d'aplicacions:
- Ajustar la qualitat de la imatge a la mida d'un monitor
- Ser utilitzat com llindar (benchmark) per escollir un algoritme concret per a un sistema de processament d'imatge donat.
- Per poder ser incorporat a un sistema de processament d'imatge per a optimitzar els algoritmes i els seus paràmetres.

## Algoritmes de Valoració de la Qualitat d'Imatge
Els algoritmes de IQA es diferencien en tres tipus:
Mètodes Full-Reference (FR): 
En els quals l'algoritme de valoració de la qualitat té accés a la imatge original, la de millor qualitat. Normalment aquesta imatge referència requereix un gran volum de dades i, per tant, els mètodes FR són usats per dissenyar els algorismes de processament d'imatge als laboratoris i no són de gran utilitat per a la majoria d'aplicacions.
Els principals mètodes d'anàlisi FR són:
- Relació senyal soroll
- Error quadràtic mig
- Índex de similitud estructural
- Multi-Scale Structural SIMilarity

Mètodes No-Reference (NR): 
Processos on l'algorisme de valoració de la qualitat té accés, únicament, a una versió distorsionada i ha d'estimar la qualitat d'aquesta sense tenir-ne una visió perfecta. Aquests mètodes són utilitzats en qualsevol aplicació que requereixi la mesura de la qualitat i es basen a estudiar les distorsions introduïdes per altres algoritmes de processament d'imatge.

Mètodes Reduced-Reference (RR):
Són aquells processos que poden conèixer i utilitzar una informació parcial de la imatge referència per valorar la qualitat del senyal distorsionat.

## Sistemes basats en la Mesura de la Qualitat d'Imatge

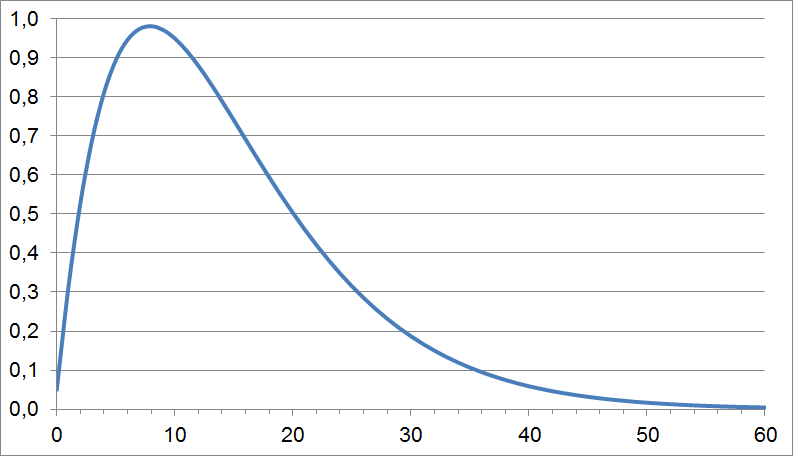
Funció de Sensibilitat de Contrast

Durant molt temps, les principals mesures per calcular la qualitat d'una imatge han estat el MSE i el PSNR, però aquestes mesures assumeixen que la distorsió de la imatge és únicament causada per un soroll additiu independent del senyal i donat que molts cops la degradació de la imatge és generada per altres factors es pot determinar que la mateixa no és una bona mesura per estudiar la qualitat visual de la imatge. Aquest fet ha propiciat la implementació de sistemes de mesura basats en factors psicovisuals.

Tots els sistemes inclouen diferents implementacions però totes elles comparteixen els següents principis:
- Computar l'error de la imatge com la diferència entre la imatge referència i la imatge test
- Ponderar aquest error segons la resposta del sistema visual humà a partir d'una Funció de Sensibilitat de Contrast (CSF)
- Computar l'SNR de la imatge tractada

### Mesura de Qualitat d'Imatge basada en la Sensibilitat d'Error
La majoria de les mesures objectives de qualitat d'imatge comparteixen una filosofia comuna basada en la sensibilitat de l'error, que evidencia que la sensibilitat d'error i els efectes d'emmascarament varien en freqüència espacial i temporal.
Aquests es basen en una valoració de la qualitat d'imatge Full-reference i s'anomenen Sistemes de Mesura de la Qualitat d'Imatge basada en la Sensibilitat d'Error.
Tot i que les implementacions detallades són diferents segons els models de valoració de la qualitat d'imatge tots els sistemes comparteixen els següents principis:
La imatge original i la imatge de test són subjecte de procediments de preprocessat com compensació de la il·luminació i la transformació de color.
Un cop preprocessats els senyals s'aplica una descomposició per canals a partir de la Transformada Identitat, la Transformada Wavelet (ondeta), la Transformada Discreta del Cosinus o les Descomposicions de Gabor.

Aquest senyal descompost és tractat en els diferents canals segons les sensibilitats del sistema visual humà.
Els errors entre els dos senyals a cada canal són calculats i ponderats normalment per una CSF.

Els errors ponderats s'ajusten, aleshores, a un model d'efecte d'emmascarament visual que inclou la reduïda visibilitat d'errors present en el fons (background) de la imatge.
Finalment s'aplica un mètode de comparació d'error per generar un únic valor de qualitat de la imatge analitzada.
Normalment aquesta mesura es fa a partir del Minkowski Error Pooling.
{\displaystyle E=\left(\sum _{l}\sum _{k}\vert e_{l,k}\vert ^{\beta }\right)^{\frac {1}{\beta }}}
on e_(l,k) és l'error emmascarat i ponderat del k-èsim coeficient en el l-èsim canal i B és una constant.
La utilització d'aquest mètode implica assumir alguns aspectes del senyal que no es corresponen amb la seva aplicació com són la forta interacció intercanal, la ineficiència del Minkowski Error Pooling en la detecció d'errors d'informació estructural, o l'alt cost computacional de les transformacions de canal.

### Mesura de la Qualitat d'Imatge basada en la Distorsió Estructural
Una de les raons més importants per la qual els mètodes basats en la sensibilitat d'error no són efectius és perquè tracten qualsevol tipus de degradació de la imatge com a un cert tipus d'error.
Els mètodes basats en la distorsió estructural són mètodes Full-Reference que es basen en el fet que la principal funció de l'ull humà és extraure informació estructural del que veu i, per tant, les mesures de distorsió estructural són una bona aproximació.
Aquests mètodes ordenen el senyal referència i el senyal tractat en dos vectors x i y, efectuant-ne la mesura de la qualitat d'imatge a partir tres factors.
Aquests són: la correlació lineal de coeficients en un rang dinàmic [-1,1], la proximitat entre valors mitjans dels senyals en el rang [0,1] (adoptant valor 1 pel cas x=y), i la semblança de les variàncies del senyal comprès entre [0,1]
{\displaystyle {\begin{array}{l}\displaystyle Q={\frac {\sigma _{xy}}{\sigma _{x}\sigma _{y}}}\cdot {\frac {2{\bar {x}}{\bar {y}}}{({\bar {x}})^{2}+({\bar {y}})^{2}}}{\frac {2\sigma _{x}\sigma _{y}}{\sigma _{x}+\sigma _{y}}}\\\\{\text{on}}\quad {\bar {x}}=\{x_{i}\vert i=1,2,3\ldots N\}\\\;\;{\text{i}}\;\quad {\bar {y}}=\{y_{i}\vert i=1,2,3\ldots N\}\end{array}}}
El factor de qualitat Q s'obté sobre la imatge utilitzant una Finestra Lliscant (Sliding Window) de mida 8x8 i posteriorment se'n fa una mitjana de tots els factors Q.

### Mesura de la Qualitat d'Imatge basada en l'Anàlisi Geomètrica Multiescala
En els mètodes Reduced-Reference, la Transformada Wavelet és una bona aproximació de gradient però no té en compte la informació geomètrica de la imatge com les línies o les corbes.

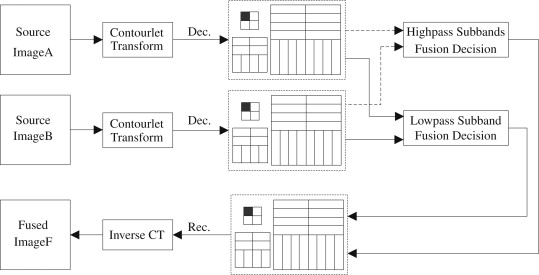
Diagrama de l'Anàlisi Geomètrica Multiescala

L'Anàlisi Geomètrica Multiescala (MGA) proposa descompondre les imatges i extreure les característiques imitant l'estructura multicanal del SVH. Aquesta anàlisi es basa a descompondre la imatge referència i la imatge distorsionada en un domini transformat MGA (Curvelet, Bandelet, Contourlet). Posteriorment es compensen els coeficients de les subbandes a partir d'una CSF i la mesura del Just Noticeable Distortion (JND) actua com llindar.
Finalment es construeix un histograma on cada columna del mateix correspon a la quantitat de coeficients de sensibilitat visual d'una subbanda seleccionada.

Tot i que aquest mètode té una bona percepció objectiva, els mètodes Reduced-Reference requereixen nombrosa informació de la imatge referència i, per tant, no és una solució òptima per a moltes aplicacions.

## Aplicacions de la Mesura de Qualitat d'Imatge
Actualment aquests mètodes s'utilitzen en diverses línies d'investigació. Els camps on tenen més representació es basen en el reconeixement d'imatges a partir de mètodes no-reference.

### Mesura de la Qualitat d'Imatge aplicada a la Biometria de l'Iris

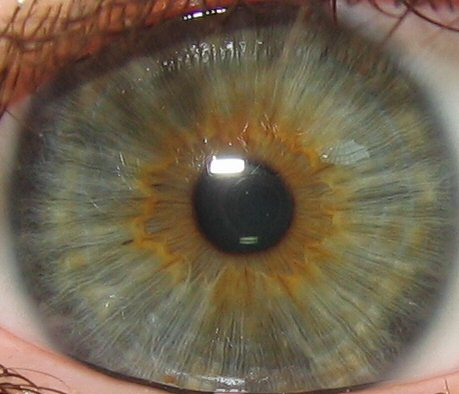
Imatge de l'iris humà

Els sistemes de reconeixement de l'Iris són la mesura biomètrica més útil per a la identificació. Aquests sistemes normalment es veuen condicionats per una baixa qualitat de la imatge a comparar.
La IQA en la biometria de l'iris es basa principalment a estudiar l'efecte de diferents factors entre els quals destaquen el Defocus Blur (distorsió donada quan el punt focal es troba fora de la profunditat de camp de l'objecte a capturar), el Motion Blur (basat en el moviment relatiu de l'objecte de la imatge o de la mateixa càmera durant el temps d'exposició) i l'Off-angle (percepció relativa quan la imatge observada no és frontal) a l'hora d'efectuar el reconeixement.
El bloc d'avaluació de la qualitat d'imatge de l'iris es basa en dos passos. Primer cada factor és estimat individualment i després s'utilitza la Teoria d'Aproximació Dempster-Shafer que les inclou en el seu conjunt.